# Apostolos Nikolaïdīs
Apostolos Nikolaïdīs (in greco: Απόστολος Νικολαΐδης; Plovdiv, 19 aprile 1896 – Atene, 15 ottobre 1980) è stato un dirigente sportivo, allenatore di calcio e calciatore greco, di ruolo centrocampista. È stato presidente del Comitato Olimpico Ellenico dal 1974 al 1976.

## Biografia

### Calciatore

#### Nazionale
Fece parte della nazionale greca che partecipò ai Giochi olimpici di Anversa, disputò l'unica partita giocata dalla sua nazionale in quell'edizione.

### Dirigente
Dal 1974 al 1976 fu presidente del Comitato Olimpico Ellenico, succedendo nell'incarico a Spyridon Vellianitis.